# Halothiobacillus

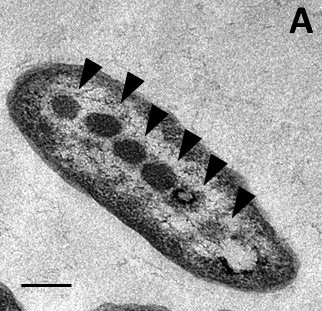
EM-Aufnahme von Beta-Carboxysomen (Pfeilspitzen) in H. neapolitanus. Maßstab 200 nm.

Halothiobacillus ist eine Gattung gramnegativer Bakterien innerhalb der Pseudomonadota (früher Proteobacteria genannt). Die Vertreter sind stäbchenförmig und obligat aerob, das heißt, sie benötigen Sauerstoff für das Wachstum. Des Weiteren sind die Arten halophil (salzliebend).
Im Gegensatz zu anderen Mitgliedern der Ordnung Chromatiales sind die Halothiobacillus-Arten nicht zur Photosynthese fähig, sie sind vielmehr  chemolithoautotroph: Die Arten gewinnen Energie durch die Oxidation von anorganischen Schwefelverbindungen zu Sulfat. Sauerstoff dient als Elektronenakzeptor und CO2 kann als einzige Kohlenstoffquelle genutzt werden. Zu den anorganischen Schwefelverbindungen zählen bei dieser Gattung Thiosulfat (S2O32−), elementarer Schwefel und Sulfide, bzw. Schwefelwasserstoff. Physiologisch werden sie somit zu den farblosen Schwefelbakterien gestellt.
Obwohl als obligat aerob bezeichnet, ist Halothiobacillus neapolitanus auch in der Lage, einige Zeit ohne Sauerstoff zu überleben. Unter diesen Umständen fermentiert dieses Bakterium die innerhalb der Zelle gespeicherte Polyglucose.

## Systematik
Vor dem Jahr 2000 wurden die Mitglieder dieser Gruppe zur Gattung Thiobacillus (Familie Hydrogenophilaceae innerhalb der Klasse Beta-Proteobakterien) gezählt. Die Arten Halothiobacillus hydrothermalis und H. hydrothermalis wurden zu der im Jahr 2017 neu aufgestellten Gattung Guyparkeria transferiert. Guyparkeria wird in der ebenfalls neu aufgestellten Familie der Thioalkalibacteraceae geführt.
Arten dieser Gattung sind:
- Halothiobacillus kellyi Sievert et al. 2000
- Halothiobacillus neapolitanus (Parker 1957) Kelly & Wood 2000